# どたんば
『どたんば』は、1956年にNHKで放送された単発のテレビドラマ、およびそれを原作として、1957年に東映配給で公開された映画である。
炭坑の落盤事故で生き埋めにされ、極限状態に追いつめられる作業員達の葛藤、その救出をめぐる肉親や愛人、事業主らのやりとりが展開される。

## テレビドラマ版
NHKで1956年11月10日の20時00分 - 21時30分に放送された。作・脚本は菊島隆三が担当した。
この作品は全編生放送で行われた。ただし、放送と同時にキネコで録画されたため、ドラマの全編がフィルム映像として現存している。
第11回文化庁芸術祭芸術祭賞を受賞した。
NHKアーカイブスに映像が所蔵されており、各地のNHK放送局や関連施設にある「番組公開ライブラリー」で閲覧できる。横浜の放送ライブラリーにも映像が所蔵されており、同様に閲覧できる。DVDソフト化もされている。
この作品は、三國連太郎にとって初のテレビ放送への出演（テレビドラマデビュー作）であった。2000年4月9日放送『NHKアーカイブス』で再放送された際には、スタジオゲストとして三國が出演した。『どたんば』は生放送のドラマであったため、三國自身はこの時に初めてドラマの映像を見ることとなり、その際には「まさか残っているとは思いませんでした」と語り、映像自体の現存に驚いたほどであった。

### スタッフ
- 作・脚本：菊島隆三
- 演出：永山弘
- 音楽：平井康三郎

### キャスト
- 三國連太郎
- 加東大介
- 西村晃
- 多々良純
- 飯田蝶子
- 津島恵子
- 藤間紫
- 殿山泰司
- 河野秋武
- 千石規子
- 織田政雄
- 原保美

ほか

### DVD
- NHKアーカイブス ドラマ名作選集 「どたんば」（PCBE-52651、2007年11月21日発売、ポニーキャニオン/NHKエンタープライズ）

## 映画版
1957年11月24日に公開された。東映が配給した。監督は内田吐夢が務めた。脚色には橋本忍が起用された。
テレビドラマ版とは、物語進行や人物設定など変更点が多い。

### スタッフ
- 監督：内田吐夢
- 助監督：島津昇一
- 企画：坪井与、植木照男
- 原作：菊島隆三
- 脚色：橋本忍、内田吐夢
- 撮影：藤井静
- 照明：吉田一一
- 音楽：小杉太一郎
- 録音：広上庄三
- 美術：森幹男
- 編集：祖田富美夫

### キャスト
- 須永…加藤嘉
- 日下…外野村晋
- 伴野…志村喬
- 山口…江原真二郎
- 野田…石丸勝也
- 油井…立花良文
- 石垣…岩上瑛
- 長谷川…関山耕司
- 高田…三田潤
- 近藤…曽根秀介
- 中津…滝島孝二
- 大山…中野一夫
- 島野…岡田英次
- 立花…神田隆
- 河村…山本麟一
- 吉川監督官…斎藤紫香
- 上田監督官…滝謙太郎
- 高原ミチ…中村雅子
- 高原次郎…植木基晴
- 伴野多吉…花澤徳衛
- 伴野勝子…不忍郷子
- 石垣かね…飯田蝶子
- 油井嘉一…小島洋々
- 山口の父…浜田格
- 野田キク…風見章子
- 野田トシ…鶴間エリ
- 須永としえ…滝花久子
- 吉野…岩城力
- 川崎…沢彰謙
- 横田…波島進
- 西山…小塚十紀雄
- 新聞記者A…高木二朗
- 新聞記者B…高田博司
- 新聞記者C…北峰有二
- 放送記者A…南川直
- 放送記者B…朝比奈浩
- 僧侶…高堂国典
- 伝令…岡部正純
- 潜水夫…菅沼正
- 医者…牧野狂介
- 看護婦…芥川笑子
- アイスキャンディー屋…杉狂児
- 村瀬院長…小杉義隆